# Cyklonen Idai
Tropiska cyklonen Idai  var en kraftfull och långlivad cyklon i Indiska oceanen som nådde Afrikas östkust i mars 2019 orsakade stor förödelse.
Idai uppstod den 9 mars 2019 i Moçambiquekanalen och växte i styrka till en tropisk storm den 10 mars. Den nådde Moçambiques östkust 14 mars, i närheten av Beira med vindstyrkor på drygt 50 meter per sekund. Idai orsakade stora översvämningar, förstörda vägar och slog ut kommunikationsnätverk över hela regionen. Omkring 1 000 människor befaras omkomna, och fler än 100 000 människor befann sig i akutnöd. En damm i Púnguèfloden brast den 17 mars och skar av den sista förbindelsen till Beira.
Idai rörde sig österut genom Moçambique och nådde därefter Zimbabwe och Malawi. I Zimbabwe befaras runt 300 dödsfall.
Idai är förmodligen den värsta väderrelaterade katastrofen som någonsin drabbat det södra halvklotet, med 1,7 miljoner människor som är bosatta längs den väg som Idai rört sig genom Moçambique och Zimbabwe, och med 920 000 drabbade i Malawi.